# Tatsuya Tanaka
Tatsuya Tanaka (Prefectura de Yamaguchi, Japó, 27 de novembre de 1982) és un futbolista japonès.

## Selecció japonesa
Tatsuya Tanaka va disputar 16 partits amb la selecció japonesa.